# Bijela džamija u Srebrenici
Hadži Skender-begova džamija odnosno Bijela džamija, džamija u Srebrenici.

## Povijest
Godine 1394. ovdje je sagrađena katolička crkva sv. Nikole. Bila je konkatedrala u vrijeme sjedinjenih biskupija Srebreničko-visočke. Građena je u primorskom stilu. Po svemu sudeći, danas je vjerojatno sačuvana zidovima Bijele džamije. Podigli su je hrvatski trgovci iz Dubrovnika i posvetili sv. Nikoli, zaštitniku putnika. 
Nakon što je osmanska vojska osvojila Srebrenicu 1439., koju je izgubila pa opet osvojila 1462., uz prateće progone, zbijeg i prisilno islamiziranje, prenamijenjena je i preuređena u džamiju. 1935. je proširena za još jednu dvoranu i vanjština se dosta promijenila. Srušena je 1996. godine, a obnovljena je 2002. godine.

## Izgled
Građena je kao crkva u primorskom stilu. U ispravama Dubrovačke Republike zabilježeno je da je kad je nakon prenamjene u džamiju da je zapadno pročelje preinačeno. Okvir od ulaza napravljen je u osmanskim vremenima. Nekada su bili vidljivi dijelovi broda od crkve. Staroj je crkvi svetište odsječeno. Dvorana od crkve je ostala sačuvana. Zadržala je pravokutni oblik. Po dva pilastra bila su na dužinskim stranama. Pilastri prerastaju u oštro zasvedena pojačanja oštra gotičkog svoda. Prigodom pregradnje vjerojatno su srušena dva pilastra koja bi se po stilu gradnje crkve morala nalaziti na spojnim mjestima začelnog zida i bočnih zidova. Minaret je vrlo star, barem sudeći po parternom dijelu. Ipak, čini se da nije građen u isto doba kao crkva, pa je vjerojatno dodan u ranoj fazi osmanske vlasti. Jugoistočni zid je naknadno sazidan i upola je tanji od starih zidova. U njegovoj istočnoj polovici bio je mihrab. Građevinskim zahvatima 1935. godine vanjski izgled dosta je promijenjen. Dobila je dodatnu dvoranu. Minaret je nakon tih zahvata došao u sredinu građevine. U dvorištu je staro mezarje - šehitluk.